# Carex iljinii
Espèce
Classification phylogénétique
Carex iljinii est une espèce des plantes du genre Carex et de la famille des Cyperaceae.